# Dänische Badminton-Mannschaftsmeisterschaft 2019/20
In der Dänischen Badminton-Mannschaftsmeisterschaft 2019/20 siegte im Final-Four-Turnier Skovshoved IF.

## Vorrunde
| Platz | Team                   | Spiele | Siege | Score | Sätze | Punkte |
| ----- | ---------------------- | ------ | ----- | ----- | ----- | ------ |
| 1     | Greve Strands BK       | 7      | 5     | 36-27 | 81-66 | 51     |
| 2     | Vendsyssel BK          | 7      | 5     | 35-28 | 80-63 | 48     |
| 3     | Højbjerg/Via Biler     | 7      | 4     | 35-28 | 81-70 | 48     |
| 4     | Solrød Strand BK       | 7      | 4     | 36-27 | 76-63 | 47     |
| 5     | Skovshoved IF          | 7      | 3     | 33-30 | 75-71 | 44     |
| 6     | Værløse BK             | 7      | 3     | 29-34 | 69-77 | 39     |
| 7     | Team Skælskør-Slagelse | 7      | 2     | 26-37 | 63-86 | 33     |
| 8     | Aarhus AB              | 7      | 2     | 22-41 | 59-88 | 26     |

## Final Four
| Platz | Team               | Spiele | Siege | Score | Sätze | Punkte |
| ----- | ------------------ | ------ | ----- | ----- | ----- | ------ |
| 1     | Skovshoved IF      | 2      | 2     | 10-5  | 21-13 | 12     |
| 2     | Solrød Strand BK   | 2      | 1     | 9-8   | 22-19 | 10     |
| 3     | Værløse BK         | 2      | 1     | 6-9   | 13-21 | 8      |
| 4     | Højbjerg/Via Biler | 2      | 0     | 7-10  | 19-22 | 8      |